# Epactoides hyphydroides
Epactoides hyphydroides là một loài bọ cánh cứng trong họ Bọ hung (Scarabaeidae).